# Франческо III Криспо
Франческо III Криспо (итал. Francesco III Crispo; 1483 — 17 августа 1511, Кандия) — герцог Наксоса в 1500—1507 годах.
Незаконнорожденный сын герцога Джованни III Криспо от неизвестной любовницы. К моменту смерти отца был 11-летним ребёнком.
В 1494—1500 годах герцогством Наксос напрямую управляла Венеция. В 1500 году решением Сената герцогские права переданы Франческо III. Тот отличился такой жестокостью, что жители потребовали его смещения. В 1507 году венецианцы объявили герцога безумным, он был схвачен и содержался в заключении в Сан Микеле ди Мурано.
В 1509 году освободился, после чего вернулся в Наксос, убил жену и пытался убить сына. Был схвачен жителями и помещён под замок в Санторини, затем переведён на Кандию, где вскоре умер. Венецианцы назначили губернатором Наксоса Антонио Лоредано — брата жены Франческо III.

## Семья
Жена (с 1496) — Катерина Лоредано (убита мужем 17 августа 1510). Дети:
- Джованни IV Криспо (1499—1564), герцог Наксоса с 1517.
- Катерина Криспо, сеньора Хиоса, с 1519 г. жена Джанлуиджи Пизани (ум. 1566).